# Eriphus rubellus
Eriphus rubellus är en skalbaggsart som beskrevs av Martins och Maria Helena M. Galileo 2004. Eriphus rubellus ingår i släktet Eriphus och familjen långhorningar.
Artens utbredningsområde är Venezuela. Inga underarter finns listade i Catalogue of Life.